# NGC 6866
NGC 6866 is een open sterrenhoop in het sterrenbeeld Zwaan. Het hemelobject werd in 1783 ontdekt door de Duits-Britse astronome Caroline Herschel.

## Synoniemen
- OCL 183